# Джанні Морбіделлі
Джанні Морбіделлі (італ. Gianni Morbidelli (13 січня, 1968, Пезаро, Пезаро і Урбіно) — італійський автогонщик, учасник Чемпіонатів Світу з автоперегонів у класі Формула-1, чемпіон італійської «Формули-3», чемпіон азійської серії SpeedCar'2008-2009.